# Kapitaalbeperking
Kapitaalbeperkingen (in het Engelse financiële jargon aangeduid als capital controls) zijn regionale economische maatregelen zoals belastingen op overmakingen, ingestelde limieten of verboden die de regering van een land kan nemen om kapitaalverkeer van en naar het land te beheersen. Deze maatregelen kunnen de gehele economie omvatten of alleen van toepassing op een bepaalde sector zijn (meestal de financiële sector) of alleen betrekking hebben op bepaalde industrieën (bijvoorbeeld strategisch belangrijke industrieën). Ze kunnen betrekking hebben op het gehele betalingsverkeer of alleen betrekking hebben op een deel van het betalingsverkeer qua type en duur (schulden, vermogen, directe investeringen, kortdurend vs. medium- en langdurend).
Voorbeelden van kapitaalbeperkingen zijn uitwisselingsbeperkingen die de aan- en verkoop van munteenheden tegen de marktwaarde voorkomen of beperken, limieten op het toegestaande geldvolume voor de internationale aan- of verkoop van bepaalde financiële middelen, transactiebelastingen zoals de voorgestelde tobintaks, minimale inlegtermijnen, verplichte toestemming en zelfs limieten op de hoeveelheid geld die een ingezetene naar het buitenland mag meenemen. Er zijn veel opinies over de vraag of kapitaalbeperkingen nuttig zijn en in welke omstandigheden ze zouden moeten worden gebruikt.
Kapitaalbeperkingen waren een integraal onderdeel van het systeem van Bretton Woods. Dit was de eerste keer dat deze door mainstream-economen werden omarmd. In de jaren 70 werd hier door veranderde inzichten afstand van gedaan. Tijdens diverse latere crises (onder andere de kredietcrisis) werd er weer gebruikgemaakt van kapitaalbeperkingen om de gevolgen van extreme kredietstromen te beheersen.
In Cyprus werden in maart 2013 kapitaalbeperkingen ingesteld die de opname en uitvoer van euro's drastisch beperkten. In juni 2015 gebeurde hetzelfde in Griekenland.